# Susan Park
Susan Park (* 19. März 1984) ist eine US-amerikanische Filmschauspielerin.

## Leben
Susan Park ist die Tochter koreanischer Einwanderer und kam in den Vereinigten Staaten zur Welt. Sie ist seit 2009 als Schauspielerin tätig. Ihre erste TV-Rolle war als Dr. Monica Crumb in der Serie The Unusuals. 2013 spielte sie Stacey Kim in 1600 Penn und 2014 Linda Park in Fargo. 2016 folgte die Rolle der Christine in Vice Principals. 2019 spielte sie im Spielfilm Always Be My Maybe mit und 2020 als Jinju in der Serie Snowpiercer.

## Filmografie (Auswahl)
- 2009: The Unusuals (Fernsehserie, 4 Folgen)
- 2013: 1600 Penn (Fernsehserie, 5 Folgen)
- 2014: Fargo (Fernsehserie, 5 Folgen)
- 2015–2016: Life in Pieces (Fernsehserie, 3 Folgen)
- 2015–2017: Fresh Off the Boat (Fernsehserie, 5 Folgen)
- 2016–2017: Vice Principals (Fernsehserie, 11 Folgen)
- 2017: Unicorn Store
- 2019: Always Be My Maybe
- 2019–2020: Briarpatch (Fernsehserie, 5 Folgen)
- 2020: Snowpiercer (Fernsehserie, 10 Folgen)
- 2022: Shining Vale (Fernsehserie, 5 Folgen)
- 2023: High Desert (Fernsehserie, 5 Folgen)
- 2024: Lucy & Sara (Fernsehserie, 6 Folgen)
- 2025: Twinless